# La Ferrassie
La Ferrassie è un sito archeologico, situato vicino al paese di Savignac-de-Miremont nella regione francese della Nuova Acquitania.

## Descrizione
Il sito è costituito da un'ampia e profonda grotta, fiancheggiata da due ripari rocciosi, all'interno di una rupe calcarea.
Indagato a partire dal 1909, ha portato alla luce i resti di sette diversi ominidi, tra i quali quelli relativi al neanderthal denominato La Ferrassie 1, di notevole interesse per l'ottimo stato di conservazione del cranio. Complessivamente nel sito sono stati ritrovati resti fossili di otto individui neanderthaliani, compresi bambini e due feti. 
Nella grotta sono state ritrovate anche le evidenze di una successiva frequentazione dei  Primi esseri umani moderni europei (EEMH-da European early modern humans in inglese), durata almeno fino a 18.000 anni dal presente.